# Колмак
Колмак (рус. Колмак) река је која протиче преко источних делова Кољског полуострва на подручју Мурманске области, на крајњем северозападу европског дела Руске Федерације. Лева је притока реке Поној у коју се улива на њеном 100. километру узводно од ушћа, и део басена Белог мора.
Укупна дужина водотока је 53 km, док је површина сливног подручја око 605 km².
Целом дужином свога тока протиче преко територије Ловозерског рејона. На њеним обалама се не налазе насељена места.